# Partida Immortal
|   | a | b | c | d | e | f | g | h |   |
| 8 | a8 negres torre · c8 negres alfil · d8 negres rei · h8 negres torre · a7 negres peó · d7 negres peó · e7 blanques alfil · f7 negres peó · g7 blanques cavall · h7 negres peó · a6 negres cavall · f6 negres cavall · b5 negres peó · d5 blanques cavall · e5 blanques peó · h5 blanques peó · g4 blanques peó · d3 blanques peó · a2 blanques peó · c2 blanques peó · e2 blanques rei · a1 negres dama · g1 negres alfil | a8 negres torre · c8 negres alfil · d8 negres rei · h8 negres torre · a7 negres peó · d7 negres peó · e7 blanques alfil · f7 negres peó · g7 blanques cavall · h7 negres peó · a6 negres cavall · f6 negres cavall · b5 negres peó · d5 blanques cavall · e5 blanques peó · h5 blanques peó · g4 blanques peó · d3 blanques peó · a2 blanques peó · c2 blanques peó · e2 blanques rei · a1 negres dama · g1 negres alfil | a8 negres torre · c8 negres alfil · d8 negres rei · h8 negres torre · a7 negres peó · d7 negres peó · e7 blanques alfil · f7 negres peó · g7 blanques cavall · h7 negres peó · a6 negres cavall · f6 negres cavall · b5 negres peó · d5 blanques cavall · e5 blanques peó · h5 blanques peó · g4 blanques peó · d3 blanques peó · a2 blanques peó · c2 blanques peó · e2 blanques rei · a1 negres dama · g1 negres alfil | a8 negres torre · c8 negres alfil · d8 negres rei · h8 negres torre · a7 negres peó · d7 negres peó · e7 blanques alfil · f7 negres peó · g7 blanques cavall · h7 negres peó · a6 negres cavall · f6 negres cavall · b5 negres peó · d5 blanques cavall · e5 blanques peó · h5 blanques peó · g4 blanques peó · d3 blanques peó · a2 blanques peó · c2 blanques peó · e2 blanques rei · a1 negres dama · g1 negres alfil | a8 negres torre · c8 negres alfil · d8 negres rei · h8 negres torre · a7 negres peó · d7 negres peó · e7 blanques alfil · f7 negres peó · g7 blanques cavall · h7 negres peó · a6 negres cavall · f6 negres cavall · b5 negres peó · d5 blanques cavall · e5 blanques peó · h5 blanques peó · g4 blanques peó · d3 blanques peó · a2 blanques peó · c2 blanques peó · e2 blanques rei · a1 negres dama · g1 negres alfil | a8 negres torre · c8 negres alfil · d8 negres rei · h8 negres torre · a7 negres peó · d7 negres peó · e7 blanques alfil · f7 negres peó · g7 blanques cavall · h7 negres peó · a6 negres cavall · f6 negres cavall · b5 negres peó · d5 blanques cavall · e5 blanques peó · h5 blanques peó · g4 blanques peó · d3 blanques peó · a2 blanques peó · c2 blanques peó · e2 blanques rei · a1 negres dama · g1 negres alfil | a8 negres torre · c8 negres alfil · d8 negres rei · h8 negres torre · a7 negres peó · d7 negres peó · e7 blanques alfil · f7 negres peó · g7 blanques cavall · h7 negres peó · a6 negres cavall · f6 negres cavall · b5 negres peó · d5 blanques cavall · e5 blanques peó · h5 blanques peó · g4 blanques peó · d3 blanques peó · a2 blanques peó · c2 blanques peó · e2 blanques rei · a1 negres dama · g1 negres alfil | a8 negres torre · c8 negres alfil · d8 negres rei · h8 negres torre · a7 negres peó · d7 negres peó · e7 blanques alfil · f7 negres peó · g7 blanques cavall · h7 negres peó · a6 negres cavall · f6 negres cavall · b5 negres peó · d5 blanques cavall · e5 blanques peó · h5 blanques peó · g4 blanques peó · d3 blanques peó · a2 blanques peó · c2 blanques peó · e2 blanques rei · a1 negres dama · g1 negres alfil | 8 |
| 7 | a8 negres torre · c8 negres alfil · d8 negres rei · h8 negres torre · a7 negres peó · d7 negres peó · e7 blanques alfil · f7 negres peó · g7 blanques cavall · h7 negres peó · a6 negres cavall · f6 negres cavall · b5 negres peó · d5 blanques cavall · e5 blanques peó · h5 blanques peó · g4 blanques peó · d3 blanques peó · a2 blanques peó · c2 blanques peó · e2 blanques rei · a1 negres dama · g1 negres alfil | a8 negres torre · c8 negres alfil · d8 negres rei · h8 negres torre · a7 negres peó · d7 negres peó · e7 blanques alfil · f7 negres peó · g7 blanques cavall · h7 negres peó · a6 negres cavall · f6 negres cavall · b5 negres peó · d5 blanques cavall · e5 blanques peó · h5 blanques peó · g4 blanques peó · d3 blanques peó · a2 blanques peó · c2 blanques peó · e2 blanques rei · a1 negres dama · g1 negres alfil | a8 negres torre · c8 negres alfil · d8 negres rei · h8 negres torre · a7 negres peó · d7 negres peó · e7 blanques alfil · f7 negres peó · g7 blanques cavall · h7 negres peó · a6 negres cavall · f6 negres cavall · b5 negres peó · d5 blanques cavall · e5 blanques peó · h5 blanques peó · g4 blanques peó · d3 blanques peó · a2 blanques peó · c2 blanques peó · e2 blanques rei · a1 negres dama · g1 negres alfil | a8 negres torre · c8 negres alfil · d8 negres rei · h8 negres torre · a7 negres peó · d7 negres peó · e7 blanques alfil · f7 negres peó · g7 blanques cavall · h7 negres peó · a6 negres cavall · f6 negres cavall · b5 negres peó · d5 blanques cavall · e5 blanques peó · h5 blanques peó · g4 blanques peó · d3 blanques peó · a2 blanques peó · c2 blanques peó · e2 blanques rei · a1 negres dama · g1 negres alfil | a8 negres torre · c8 negres alfil · d8 negres rei · h8 negres torre · a7 negres peó · d7 negres peó · e7 blanques alfil · f7 negres peó · g7 blanques cavall · h7 negres peó · a6 negres cavall · f6 negres cavall · b5 negres peó · d5 blanques cavall · e5 blanques peó · h5 blanques peó · g4 blanques peó · d3 blanques peó · a2 blanques peó · c2 blanques peó · e2 blanques rei · a1 negres dama · g1 negres alfil | a8 negres torre · c8 negres alfil · d8 negres rei · h8 negres torre · a7 negres peó · d7 negres peó · e7 blanques alfil · f7 negres peó · g7 blanques cavall · h7 negres peó · a6 negres cavall · f6 negres cavall · b5 negres peó · d5 blanques cavall · e5 blanques peó · h5 blanques peó · g4 blanques peó · d3 blanques peó · a2 blanques peó · c2 blanques peó · e2 blanques rei · a1 negres dama · g1 negres alfil | a8 negres torre · c8 negres alfil · d8 negres rei · h8 negres torre · a7 negres peó · d7 negres peó · e7 blanques alfil · f7 negres peó · g7 blanques cavall · h7 negres peó · a6 negres cavall · f6 negres cavall · b5 negres peó · d5 blanques cavall · e5 blanques peó · h5 blanques peó · g4 blanques peó · d3 blanques peó · a2 blanques peó · c2 blanques peó · e2 blanques rei · a1 negres dama · g1 negres alfil | a8 negres torre · c8 negres alfil · d8 negres rei · h8 negres torre · a7 negres peó · d7 negres peó · e7 blanques alfil · f7 negres peó · g7 blanques cavall · h7 negres peó · a6 negres cavall · f6 negres cavall · b5 negres peó · d5 blanques cavall · e5 blanques peó · h5 blanques peó · g4 blanques peó · d3 blanques peó · a2 blanques peó · c2 blanques peó · e2 blanques rei · a1 negres dama · g1 negres alfil | 7 |
| 6 | a8 negres torre · c8 negres alfil · d8 negres rei · h8 negres torre · a7 negres peó · d7 negres peó · e7 blanques alfil · f7 negres peó · g7 blanques cavall · h7 negres peó · a6 negres cavall · f6 negres cavall · b5 negres peó · d5 blanques cavall · e5 blanques peó · h5 blanques peó · g4 blanques peó · d3 blanques peó · a2 blanques peó · c2 blanques peó · e2 blanques rei · a1 negres dama · g1 negres alfil | a8 negres torre · c8 negres alfil · d8 negres rei · h8 negres torre · a7 negres peó · d7 negres peó · e7 blanques alfil · f7 negres peó · g7 blanques cavall · h7 negres peó · a6 negres cavall · f6 negres cavall · b5 negres peó · d5 blanques cavall · e5 blanques peó · h5 blanques peó · g4 blanques peó · d3 blanques peó · a2 blanques peó · c2 blanques peó · e2 blanques rei · a1 negres dama · g1 negres alfil | a8 negres torre · c8 negres alfil · d8 negres rei · h8 negres torre · a7 negres peó · d7 negres peó · e7 blanques alfil · f7 negres peó · g7 blanques cavall · h7 negres peó · a6 negres cavall · f6 negres cavall · b5 negres peó · d5 blanques cavall · e5 blanques peó · h5 blanques peó · g4 blanques peó · d3 blanques peó · a2 blanques peó · c2 blanques peó · e2 blanques rei · a1 negres dama · g1 negres alfil | a8 negres torre · c8 negres alfil · d8 negres rei · h8 negres torre · a7 negres peó · d7 negres peó · e7 blanques alfil · f7 negres peó · g7 blanques cavall · h7 negres peó · a6 negres cavall · f6 negres cavall · b5 negres peó · d5 blanques cavall · e5 blanques peó · h5 blanques peó · g4 blanques peó · d3 blanques peó · a2 blanques peó · c2 blanques peó · e2 blanques rei · a1 negres dama · g1 negres alfil | a8 negres torre · c8 negres alfil · d8 negres rei · h8 negres torre · a7 negres peó · d7 negres peó · e7 blanques alfil · f7 negres peó · g7 blanques cavall · h7 negres peó · a6 negres cavall · f6 negres cavall · b5 negres peó · d5 blanques cavall · e5 blanques peó · h5 blanques peó · g4 blanques peó · d3 blanques peó · a2 blanques peó · c2 blanques peó · e2 blanques rei · a1 negres dama · g1 negres alfil | a8 negres torre · c8 negres alfil · d8 negres rei · h8 negres torre · a7 negres peó · d7 negres peó · e7 blanques alfil · f7 negres peó · g7 blanques cavall · h7 negres peó · a6 negres cavall · f6 negres cavall · b5 negres peó · d5 blanques cavall · e5 blanques peó · h5 blanques peó · g4 blanques peó · d3 blanques peó · a2 blanques peó · c2 blanques peó · e2 blanques rei · a1 negres dama · g1 negres alfil | a8 negres torre · c8 negres alfil · d8 negres rei · h8 negres torre · a7 negres peó · d7 negres peó · e7 blanques alfil · f7 negres peó · g7 blanques cavall · h7 negres peó · a6 negres cavall · f6 negres cavall · b5 negres peó · d5 blanques cavall · e5 blanques peó · h5 blanques peó · g4 blanques peó · d3 blanques peó · a2 blanques peó · c2 blanques peó · e2 blanques rei · a1 negres dama · g1 negres alfil | a8 negres torre · c8 negres alfil · d8 negres rei · h8 negres torre · a7 negres peó · d7 negres peó · e7 blanques alfil · f7 negres peó · g7 blanques cavall · h7 negres peó · a6 negres cavall · f6 negres cavall · b5 negres peó · d5 blanques cavall · e5 blanques peó · h5 blanques peó · g4 blanques peó · d3 blanques peó · a2 blanques peó · c2 blanques peó · e2 blanques rei · a1 negres dama · g1 negres alfil | 6 |
| 5 | a8 negres torre · c8 negres alfil · d8 negres rei · h8 negres torre · a7 negres peó · d7 negres peó · e7 blanques alfil · f7 negres peó · g7 blanques cavall · h7 negres peó · a6 negres cavall · f6 negres cavall · b5 negres peó · d5 blanques cavall · e5 blanques peó · h5 blanques peó · g4 blanques peó · d3 blanques peó · a2 blanques peó · c2 blanques peó · e2 blanques rei · a1 negres dama · g1 negres alfil | a8 negres torre · c8 negres alfil · d8 negres rei · h8 negres torre · a7 negres peó · d7 negres peó · e7 blanques alfil · f7 negres peó · g7 blanques cavall · h7 negres peó · a6 negres cavall · f6 negres cavall · b5 negres peó · d5 blanques cavall · e5 blanques peó · h5 blanques peó · g4 blanques peó · d3 blanques peó · a2 blanques peó · c2 blanques peó · e2 blanques rei · a1 negres dama · g1 negres alfil | a8 negres torre · c8 negres alfil · d8 negres rei · h8 negres torre · a7 negres peó · d7 negres peó · e7 blanques alfil · f7 negres peó · g7 blanques cavall · h7 negres peó · a6 negres cavall · f6 negres cavall · b5 negres peó · d5 blanques cavall · e5 blanques peó · h5 blanques peó · g4 blanques peó · d3 blanques peó · a2 blanques peó · c2 blanques peó · e2 blanques rei · a1 negres dama · g1 negres alfil | a8 negres torre · c8 negres alfil · d8 negres rei · h8 negres torre · a7 negres peó · d7 negres peó · e7 blanques alfil · f7 negres peó · g7 blanques cavall · h7 negres peó · a6 negres cavall · f6 negres cavall · b5 negres peó · d5 blanques cavall · e5 blanques peó · h5 blanques peó · g4 blanques peó · d3 blanques peó · a2 blanques peó · c2 blanques peó · e2 blanques rei · a1 negres dama · g1 negres alfil | a8 negres torre · c8 negres alfil · d8 negres rei · h8 negres torre · a7 negres peó · d7 negres peó · e7 blanques alfil · f7 negres peó · g7 blanques cavall · h7 negres peó · a6 negres cavall · f6 negres cavall · b5 negres peó · d5 blanques cavall · e5 blanques peó · h5 blanques peó · g4 blanques peó · d3 blanques peó · a2 blanques peó · c2 blanques peó · e2 blanques rei · a1 negres dama · g1 negres alfil | a8 negres torre · c8 negres alfil · d8 negres rei · h8 negres torre · a7 negres peó · d7 negres peó · e7 blanques alfil · f7 negres peó · g7 blanques cavall · h7 negres peó · a6 negres cavall · f6 negres cavall · b5 negres peó · d5 blanques cavall · e5 blanques peó · h5 blanques peó · g4 blanques peó · d3 blanques peó · a2 blanques peó · c2 blanques peó · e2 blanques rei · a1 negres dama · g1 negres alfil | a8 negres torre · c8 negres alfil · d8 negres rei · h8 negres torre · a7 negres peó · d7 negres peó · e7 blanques alfil · f7 negres peó · g7 blanques cavall · h7 negres peó · a6 negres cavall · f6 negres cavall · b5 negres peó · d5 blanques cavall · e5 blanques peó · h5 blanques peó · g4 blanques peó · d3 blanques peó · a2 blanques peó · c2 blanques peó · e2 blanques rei · a1 negres dama · g1 negres alfil | a8 negres torre · c8 negres alfil · d8 negres rei · h8 negres torre · a7 negres peó · d7 negres peó · e7 blanques alfil · f7 negres peó · g7 blanques cavall · h7 negres peó · a6 negres cavall · f6 negres cavall · b5 negres peó · d5 blanques cavall · e5 blanques peó · h5 blanques peó · g4 blanques peó · d3 blanques peó · a2 blanques peó · c2 blanques peó · e2 blanques rei · a1 negres dama · g1 negres alfil | 5 |
| 4 | a8 negres torre · c8 negres alfil · d8 negres rei · h8 negres torre · a7 negres peó · d7 negres peó · e7 blanques alfil · f7 negres peó · g7 blanques cavall · h7 negres peó · a6 negres cavall · f6 negres cavall · b5 negres peó · d5 blanques cavall · e5 blanques peó · h5 blanques peó · g4 blanques peó · d3 blanques peó · a2 blanques peó · c2 blanques peó · e2 blanques rei · a1 negres dama · g1 negres alfil | a8 negres torre · c8 negres alfil · d8 negres rei · h8 negres torre · a7 negres peó · d7 negres peó · e7 blanques alfil · f7 negres peó · g7 blanques cavall · h7 negres peó · a6 negres cavall · f6 negres cavall · b5 negres peó · d5 blanques cavall · e5 blanques peó · h5 blanques peó · g4 blanques peó · d3 blanques peó · a2 blanques peó · c2 blanques peó · e2 blanques rei · a1 negres dama · g1 negres alfil | a8 negres torre · c8 negres alfil · d8 negres rei · h8 negres torre · a7 negres peó · d7 negres peó · e7 blanques alfil · f7 negres peó · g7 blanques cavall · h7 negres peó · a6 negres cavall · f6 negres cavall · b5 negres peó · d5 blanques cavall · e5 blanques peó · h5 blanques peó · g4 blanques peó · d3 blanques peó · a2 blanques peó · c2 blanques peó · e2 blanques rei · a1 negres dama · g1 negres alfil | a8 negres torre · c8 negres alfil · d8 negres rei · h8 negres torre · a7 negres peó · d7 negres peó · e7 blanques alfil · f7 negres peó · g7 blanques cavall · h7 negres peó · a6 negres cavall · f6 negres cavall · b5 negres peó · d5 blanques cavall · e5 blanques peó · h5 blanques peó · g4 blanques peó · d3 blanques peó · a2 blanques peó · c2 blanques peó · e2 blanques rei · a1 negres dama · g1 negres alfil | a8 negres torre · c8 negres alfil · d8 negres rei · h8 negres torre · a7 negres peó · d7 negres peó · e7 blanques alfil · f7 negres peó · g7 blanques cavall · h7 negres peó · a6 negres cavall · f6 negres cavall · b5 negres peó · d5 blanques cavall · e5 blanques peó · h5 blanques peó · g4 blanques peó · d3 blanques peó · a2 blanques peó · c2 blanques peó · e2 blanques rei · a1 negres dama · g1 negres alfil | a8 negres torre · c8 negres alfil · d8 negres rei · h8 negres torre · a7 negres peó · d7 negres peó · e7 blanques alfil · f7 negres peó · g7 blanques cavall · h7 negres peó · a6 negres cavall · f6 negres cavall · b5 negres peó · d5 blanques cavall · e5 blanques peó · h5 blanques peó · g4 blanques peó · d3 blanques peó · a2 blanques peó · c2 blanques peó · e2 blanques rei · a1 negres dama · g1 negres alfil | a8 negres torre · c8 negres alfil · d8 negres rei · h8 negres torre · a7 negres peó · d7 negres peó · e7 blanques alfil · f7 negres peó · g7 blanques cavall · h7 negres peó · a6 negres cavall · f6 negres cavall · b5 negres peó · d5 blanques cavall · e5 blanques peó · h5 blanques peó · g4 blanques peó · d3 blanques peó · a2 blanques peó · c2 blanques peó · e2 blanques rei · a1 negres dama · g1 negres alfil | a8 negres torre · c8 negres alfil · d8 negres rei · h8 negres torre · a7 negres peó · d7 negres peó · e7 blanques alfil · f7 negres peó · g7 blanques cavall · h7 negres peó · a6 negres cavall · f6 negres cavall · b5 negres peó · d5 blanques cavall · e5 blanques peó · h5 blanques peó · g4 blanques peó · d3 blanques peó · a2 blanques peó · c2 blanques peó · e2 blanques rei · a1 negres dama · g1 negres alfil | 4 |
| 3 | a8 negres torre · c8 negres alfil · d8 negres rei · h8 negres torre · a7 negres peó · d7 negres peó · e7 blanques alfil · f7 negres peó · g7 blanques cavall · h7 negres peó · a6 negres cavall · f6 negres cavall · b5 negres peó · d5 blanques cavall · e5 blanques peó · h5 blanques peó · g4 blanques peó · d3 blanques peó · a2 blanques peó · c2 blanques peó · e2 blanques rei · a1 negres dama · g1 negres alfil | a8 negres torre · c8 negres alfil · d8 negres rei · h8 negres torre · a7 negres peó · d7 negres peó · e7 blanques alfil · f7 negres peó · g7 blanques cavall · h7 negres peó · a6 negres cavall · f6 negres cavall · b5 negres peó · d5 blanques cavall · e5 blanques peó · h5 blanques peó · g4 blanques peó · d3 blanques peó · a2 blanques peó · c2 blanques peó · e2 blanques rei · a1 negres dama · g1 negres alfil | a8 negres torre · c8 negres alfil · d8 negres rei · h8 negres torre · a7 negres peó · d7 negres peó · e7 blanques alfil · f7 negres peó · g7 blanques cavall · h7 negres peó · a6 negres cavall · f6 negres cavall · b5 negres peó · d5 blanques cavall · e5 blanques peó · h5 blanques peó · g4 blanques peó · d3 blanques peó · a2 blanques peó · c2 blanques peó · e2 blanques rei · a1 negres dama · g1 negres alfil | a8 negres torre · c8 negres alfil · d8 negres rei · h8 negres torre · a7 negres peó · d7 negres peó · e7 blanques alfil · f7 negres peó · g7 blanques cavall · h7 negres peó · a6 negres cavall · f6 negres cavall · b5 negres peó · d5 blanques cavall · e5 blanques peó · h5 blanques peó · g4 blanques peó · d3 blanques peó · a2 blanques peó · c2 blanques peó · e2 blanques rei · a1 negres dama · g1 negres alfil | a8 negres torre · c8 negres alfil · d8 negres rei · h8 negres torre · a7 negres peó · d7 negres peó · e7 blanques alfil · f7 negres peó · g7 blanques cavall · h7 negres peó · a6 negres cavall · f6 negres cavall · b5 negres peó · d5 blanques cavall · e5 blanques peó · h5 blanques peó · g4 blanques peó · d3 blanques peó · a2 blanques peó · c2 blanques peó · e2 blanques rei · a1 negres dama · g1 negres alfil | a8 negres torre · c8 negres alfil · d8 negres rei · h8 negres torre · a7 negres peó · d7 negres peó · e7 blanques alfil · f7 negres peó · g7 blanques cavall · h7 negres peó · a6 negres cavall · f6 negres cavall · b5 negres peó · d5 blanques cavall · e5 blanques peó · h5 blanques peó · g4 blanques peó · d3 blanques peó · a2 blanques peó · c2 blanques peó · e2 blanques rei · a1 negres dama · g1 negres alfil | a8 negres torre · c8 negres alfil · d8 negres rei · h8 negres torre · a7 negres peó · d7 negres peó · e7 blanques alfil · f7 negres peó · g7 blanques cavall · h7 negres peó · a6 negres cavall · f6 negres cavall · b5 negres peó · d5 blanques cavall · e5 blanques peó · h5 blanques peó · g4 blanques peó · d3 blanques peó · a2 blanques peó · c2 blanques peó · e2 blanques rei · a1 negres dama · g1 negres alfil | a8 negres torre · c8 negres alfil · d8 negres rei · h8 negres torre · a7 negres peó · d7 negres peó · e7 blanques alfil · f7 negres peó · g7 blanques cavall · h7 negres peó · a6 negres cavall · f6 negres cavall · b5 negres peó · d5 blanques cavall · e5 blanques peó · h5 blanques peó · g4 blanques peó · d3 blanques peó · a2 blanques peó · c2 blanques peó · e2 blanques rei · a1 negres dama · g1 negres alfil | 3 |
| 2 | a8 negres torre · c8 negres alfil · d8 negres rei · h8 negres torre · a7 negres peó · d7 negres peó · e7 blanques alfil · f7 negres peó · g7 blanques cavall · h7 negres peó · a6 negres cavall · f6 negres cavall · b5 negres peó · d5 blanques cavall · e5 blanques peó · h5 blanques peó · g4 blanques peó · d3 blanques peó · a2 blanques peó · c2 blanques peó · e2 blanques rei · a1 negres dama · g1 negres alfil | a8 negres torre · c8 negres alfil · d8 negres rei · h8 negres torre · a7 negres peó · d7 negres peó · e7 blanques alfil · f7 negres peó · g7 blanques cavall · h7 negres peó · a6 negres cavall · f6 negres cavall · b5 negres peó · d5 blanques cavall · e5 blanques peó · h5 blanques peó · g4 blanques peó · d3 blanques peó · a2 blanques peó · c2 blanques peó · e2 blanques rei · a1 negres dama · g1 negres alfil | a8 negres torre · c8 negres alfil · d8 negres rei · h8 negres torre · a7 negres peó · d7 negres peó · e7 blanques alfil · f7 negres peó · g7 blanques cavall · h7 negres peó · a6 negres cavall · f6 negres cavall · b5 negres peó · d5 blanques cavall · e5 blanques peó · h5 blanques peó · g4 blanques peó · d3 blanques peó · a2 blanques peó · c2 blanques peó · e2 blanques rei · a1 negres dama · g1 negres alfil | a8 negres torre · c8 negres alfil · d8 negres rei · h8 negres torre · a7 negres peó · d7 negres peó · e7 blanques alfil · f7 negres peó · g7 blanques cavall · h7 negres peó · a6 negres cavall · f6 negres cavall · b5 negres peó · d5 blanques cavall · e5 blanques peó · h5 blanques peó · g4 blanques peó · d3 blanques peó · a2 blanques peó · c2 blanques peó · e2 blanques rei · a1 negres dama · g1 negres alfil | a8 negres torre · c8 negres alfil · d8 negres rei · h8 negres torre · a7 negres peó · d7 negres peó · e7 blanques alfil · f7 negres peó · g7 blanques cavall · h7 negres peó · a6 negres cavall · f6 negres cavall · b5 negres peó · d5 blanques cavall · e5 blanques peó · h5 blanques peó · g4 blanques peó · d3 blanques peó · a2 blanques peó · c2 blanques peó · e2 blanques rei · a1 negres dama · g1 negres alfil | a8 negres torre · c8 negres alfil · d8 negres rei · h8 negres torre · a7 negres peó · d7 negres peó · e7 blanques alfil · f7 negres peó · g7 blanques cavall · h7 negres peó · a6 negres cavall · f6 negres cavall · b5 negres peó · d5 blanques cavall · e5 blanques peó · h5 blanques peó · g4 blanques peó · d3 blanques peó · a2 blanques peó · c2 blanques peó · e2 blanques rei · a1 negres dama · g1 negres alfil | a8 negres torre · c8 negres alfil · d8 negres rei · h8 negres torre · a7 negres peó · d7 negres peó · e7 blanques alfil · f7 negres peó · g7 blanques cavall · h7 negres peó · a6 negres cavall · f6 negres cavall · b5 negres peó · d5 blanques cavall · e5 blanques peó · h5 blanques peó · g4 blanques peó · d3 blanques peó · a2 blanques peó · c2 blanques peó · e2 blanques rei · a1 negres dama · g1 negres alfil | a8 negres torre · c8 negres alfil · d8 negres rei · h8 negres torre · a7 negres peó · d7 negres peó · e7 blanques alfil · f7 negres peó · g7 blanques cavall · h7 negres peó · a6 negres cavall · f6 negres cavall · b5 negres peó · d5 blanques cavall · e5 blanques peó · h5 blanques peó · g4 blanques peó · d3 blanques peó · a2 blanques peó · c2 blanques peó · e2 blanques rei · a1 negres dama · g1 negres alfil | 2 |
| 1 | a8 negres torre · c8 negres alfil · d8 negres rei · h8 negres torre · a7 negres peó · d7 negres peó · e7 blanques alfil · f7 negres peó · g7 blanques cavall · h7 negres peó · a6 negres cavall · f6 negres cavall · b5 negres peó · d5 blanques cavall · e5 blanques peó · h5 blanques peó · g4 blanques peó · d3 blanques peó · a2 blanques peó · c2 blanques peó · e2 blanques rei · a1 negres dama · g1 negres alfil | a8 negres torre · c8 negres alfil · d8 negres rei · h8 negres torre · a7 negres peó · d7 negres peó · e7 blanques alfil · f7 negres peó · g7 blanques cavall · h7 negres peó · a6 negres cavall · f6 negres cavall · b5 negres peó · d5 blanques cavall · e5 blanques peó · h5 blanques peó · g4 blanques peó · d3 blanques peó · a2 blanques peó · c2 blanques peó · e2 blanques rei · a1 negres dama · g1 negres alfil | a8 negres torre · c8 negres alfil · d8 negres rei · h8 negres torre · a7 negres peó · d7 negres peó · e7 blanques alfil · f7 negres peó · g7 blanques cavall · h7 negres peó · a6 negres cavall · f6 negres cavall · b5 negres peó · d5 blanques cavall · e5 blanques peó · h5 blanques peó · g4 blanques peó · d3 blanques peó · a2 blanques peó · c2 blanques peó · e2 blanques rei · a1 negres dama · g1 negres alfil | a8 negres torre · c8 negres alfil · d8 negres rei · h8 negres torre · a7 negres peó · d7 negres peó · e7 blanques alfil · f7 negres peó · g7 blanques cavall · h7 negres peó · a6 negres cavall · f6 negres cavall · b5 negres peó · d5 blanques cavall · e5 blanques peó · h5 blanques peó · g4 blanques peó · d3 blanques peó · a2 blanques peó · c2 blanques peó · e2 blanques rei · a1 negres dama · g1 negres alfil | a8 negres torre · c8 negres alfil · d8 negres rei · h8 negres torre · a7 negres peó · d7 negres peó · e7 blanques alfil · f7 negres peó · g7 blanques cavall · h7 negres peó · a6 negres cavall · f6 negres cavall · b5 negres peó · d5 blanques cavall · e5 blanques peó · h5 blanques peó · g4 blanques peó · d3 blanques peó · a2 blanques peó · c2 blanques peó · e2 blanques rei · a1 negres dama · g1 negres alfil | a8 negres torre · c8 negres alfil · d8 negres rei · h8 negres torre · a7 negres peó · d7 negres peó · e7 blanques alfil · f7 negres peó · g7 blanques cavall · h7 negres peó · a6 negres cavall · f6 negres cavall · b5 negres peó · d5 blanques cavall · e5 blanques peó · h5 blanques peó · g4 blanques peó · d3 blanques peó · a2 blanques peó · c2 blanques peó · e2 blanques rei · a1 negres dama · g1 negres alfil | a8 negres torre · c8 negres alfil · d8 negres rei · h8 negres torre · a7 negres peó · d7 negres peó · e7 blanques alfil · f7 negres peó · g7 blanques cavall · h7 negres peó · a6 negres cavall · f6 negres cavall · b5 negres peó · d5 blanques cavall · e5 blanques peó · h5 blanques peó · g4 blanques peó · d3 blanques peó · a2 blanques peó · c2 blanques peó · e2 blanques rei · a1 negres dama · g1 negres alfil | a8 negres torre · c8 negres alfil · d8 negres rei · h8 negres torre · a7 negres peó · d7 negres peó · e7 blanques alfil · f7 negres peó · g7 blanques cavall · h7 negres peó · a6 negres cavall · f6 negres cavall · b5 negres peó · d5 blanques cavall · e5 blanques peó · h5 blanques peó · g4 blanques peó · d3 blanques peó · a2 blanques peó · c2 blanques peó · e2 blanques rei · a1 negres dama · g1 negres alfil | 1 |
|   | a | b | c | d | e | f | g | h |   |

Animació de la Partida Immortal.

La Partida Immortal, sovint citada simplement com a La Immortal, o La immortal d'Anderssen, és una partida d'escacs jugada el 1851, a Londres, entre l'alemany Adolf Anderssen, que duia blanques i el francès Lionel Kieseritzky amb negres.
Aquesta partida és considerada com un dels exemples paradigmàtics de l'estil de joc de l'Escola Romàntica. Degut a aquest fet, a l'espectacularitat del joc que s'hi desplega, i a la bellesa de l'escac i mat final és, probablement, la partida d'escacs més coneguda de tots els temps.

## Els jugadors
Adolf Anderssen era un dels millors jugadors de la seva època, considerat per molts el Campió del món després de la seva victòria al Torneig de Londres de 1851. Lionel Kieseritzky era un germanobàltic, tot i que va viure a França la major part de la seva vida, país on impartia classes d'escacs i jugava partides per cinc francs l'hora al Café de la Régence de París. Kieseritzky era conegut per la seva capacitat de derrotar jugadors més febles, fins i tot concedint avantatge, per exemple, jugant sense dama.

## La publicació de la partida
Després del final de la partida, en Kieseritzky, que s'havia quedat impressionat, telegrafià les jugades al seu club d'escacs parisenc. La revista d'escacs La Régence publicà la partida el juliol de 1851. El nom de «Partida Immortal» el va assentar l'austríac Ernst Falkbeer, quan publicà l'anàlisi la partida sota aquesta denominació el 1855, dins la revista d'escacs austríaca Wiener Schachzeitung.

### Notació de la partida
1. e4 e5 2. f4 exf4 3. Ac4 Dh4+ 4. Rf1 b5 5. Axb5 Cf6 6. Cf3 Dh6 7. d3 Ch5 8. Ch4 Dg5 9. Cf5 c6 10. g4 Cf6 11. Tg1 cxb5 12. h4 Dg6 13. h5 Dg5 14. Df3 Cg8 15. Axf4 Df6 16. Cc3 Ac5 17. Cd5 Dxb2 18. Ad6 Axg1 19. e5 Dxa1+ 20. Re2 Ca6 21. Cxg7+ Rd8 22. Df6+ Cxf6 23. Ae7  ++

## Influència posterior
Aquesta és la partida que es juga a la coneguda escena de Blade Runner en què el replicant Roy Batty, aclaparat per la seva condició mortal, juga amb Tyrell fins a guanyar i, finalment, assassinar-lo.